# Stahremberg-Fischau

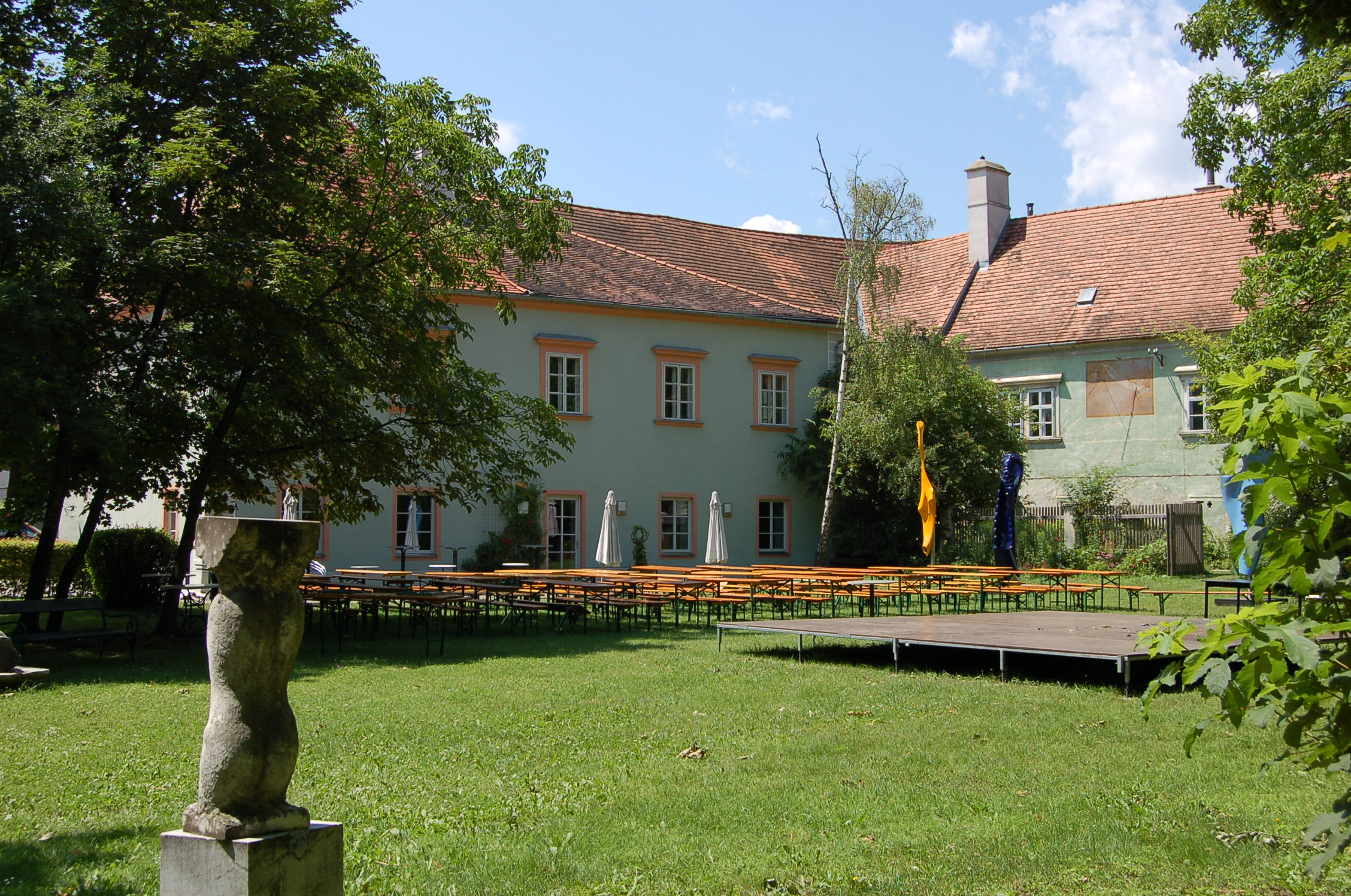
Schloss Fischau, Sitz der Herrschaft (2008)

Die Herrschaft Stahremberg-Fischau war eine Grundherrschaft im Viertel unter dem Wienerwald im Erzherzogtum Österreich unter der Enns, dem heutigen Niederösterreich.

## Ausdehnung
Die Herrschaft umfasste zuletzt die Ortsobrigkeit über Dreistätten, Dürnbach, Fischau, Gaaden, Mayersdorf, Muthmannsdorf, Stollhof, Wöllersdorf und Würflach. Der Sitz der Verwaltung befand sich im Schloss Fischau.

## Geschichte
Letzter Inhaber der als landesfürstliches Lehen gehaltenen Herrschaft war Erzherzog Rainer, bis diese in den Reformen 1848/1849 aufgelöst wurde.